# Gump – pes, který naučil lidi žít
Gump – pes, který naučil lidi žít je český celovečerní film režiséra F. A. Brabce z roku 2021. Scénář napsal Filip Rožek a Lukáš Fišer podle knižní předlohy Filipa Rožka.
Ve filmu se kromě psích představitelů objevili v rolích např. Bolek Polívka, Eva Holubová, Ivana Chýlková, Karel Roden, Richard Krajčo, Jana Plodková, Marek Taclík, Patricie Pagáčová, Olga Lounová, Zbigniew Czendlik, Hana Holišová, Nela Boudová, Karlos Vémola a další.
Snímek vychází ze stejnojmenné knihy Filipa Rožka, která vyšla v roce 2019. V roce 2020 kniha dostala Cenu čtenářů ve výročních knižních cenách Magnesia Litera. Česká premiéra snímku proběhla 22. července 2021, distributorem je společnost Bioscop.
K filmu napsal a nazpíval Marek Ztracený písničku „Vítr do plachet“.

## Obsazení
| Herec                 | Role                          |
| --------------------- | ----------------------------- |
| Bolek Polívka         | Béďa (Bedřich Kozí bobek)     |
| Eva Holubová          | Veronika Rybička              |
| Ivana Chýlková        | Dáša Nemocnice                |
| Richard Krajčo        | Oříšek                        |
| Ivan Trojan           | hlas Gumpa                    |
| Karel Roden           | Veterinář                     |
| Jana Plodková         | Kristýna Sušenka              |
| Patricie Pagáčová     | Káťa Louka                    |
| Marek Taclík          | Tlustý                        |
| Zbigniew Jan Czendik  | Farář                         |
| Hana Holišová         | manželka Tlustého             |
| Olga Lounová          | Piškot                        |
| Nela Boudová          | Granule                       |
| Karin Krajčo Babinská | Martina                       |
| Anna Šulcová          | zdravotní sestra u veterináře |
| Natálie Rožková       | Naty Jahoda                   |
| FattyPillow           | Veterinář útulek              |
| Zdeněk Dušek          | Zoli                          |
| Karlos Vémola         | chlap Rona                    |
| Jan Kačer             | starý pán Jezevčíka           |